# Румянцев, Никита Геннадьевич
Никита Геннадьевич Румянцев (род. 27 апреля 1988, Балашиха, Московская область) — российский политический деятель, депутат Государственной думы VIII созыва от партии «Единая Россия» (с 2021 года). Депутат Белгородской областной думы с 2020 года.

## Биография
Никита Румянцев родился в городе Балашиха в Московской области. Окончил Российский государственный университет нефти и газа. С 2020 года — депутат Белгородской областной думы. Работал помощником депутата Государственной думы Андрея Скоча. С февраля 2022 года Румянцев находится по санкциями ЕС и ряда других стран